# فرنان میراس
فرنان میراس (اسپانیایی: Fernán Mirás‎؛ زادهٔ ۱۷ ژوئیهٔ ۱۹۶۹) بازیگر و کارگردان فیلم اهل آرژانتین است. وی از سال ۱۹۸۶ میلادی تاکنون مشغول فعالیت بوده است.
از فیلم‌ها یا برنامه‌های تلویزیونی که وی در آن نقش داشته است، می‌توان به دوست‌دختر، تانگوی وحشی، مجردمانده‌ها، کوچولوها و معاون مجلس بوئنوس آیرس اشاره کرد.